# ワークプレース・シェル
ワークプレース・シェル (WPS:WorkPlaceShell) は、IBMがOS/2用に開発したオブジェクト指向のGUI環境。
PM (Presentation Manager) 上で動くシェルとして実装されている。
PC用市販OSの標準機能として、マウスの二つのボタンを活用できる操作系を初めて採用するなど、すぐれた操作性を持ち、OS/2のバージョンが上がるごとに拡張が進み、高い支持を受けた。

## 特徴
- フォルダーごとに異なる壁紙を貼りつけられる
- 選択したウィンドウを自動的に画面を割り当てて表示できる
- オブジェクト（アイコン）を左ボタンで選択、右ボタンで操作実行するスタイル
- 設定ノートブック（プロパティ）を使ってオブジェクトを細かく設定できる
- SOM（System Object Model）を本格採用し、Smalltalkを元にしたデスクトップの構成要素がクラスオブジェクトで構成されている。パーツの作成は、クラスの継承で行い、設定はクラスのプロパティで管理し、ユーザーは共通の設定ノートブックにより設定を変更する仕様だった。そのため、デスクトップのカスタマイズパーツを容易に作る事が可能であった。反面バグに弱く、バグが発生するとデスクトップ全体がハングアップする問題があった。

IBMはWPSを当時のWindows 3.1やMS-DOSと自社UNIXであるAIX上でも利用できるように計画したが、一般ユーザーにはほとんど普及しなかった。
OS/2経験者の間では、現在も「WPSをLinux上のX Window System用のGUI環境として実現して欲しい」と言う声がある。